# Little Bay East
Little Bay East är en ort i Kanada.   Den ligger i provinsen Newfoundland och Labrador, i den östra delen av landet, 1 600 km öster om huvudstaden Ottawa. Little Bay East ligger 157 meter över havet och antalet invånare är 140.
Terrängen runt Little Bay East är platt söderut, men norrut är den kuperad. Havet är nära Little Bay East åt nordväst. Trakten runt Little Bay East är nära nog obefolkad, med mindre än två invånare per kvadratkilometer.. Närmaste större samhälle är St. Bernard's-Jacques Fontaine, 6,0 km sydväst om Little Bay East. 
I omgivningarna runt Little Bay East växer i huvudsak blandskog.